# Stefanie Poljakoff
Stefanie Poljakoff (* 9. Mai 1982 in Rostock) ist eine deutsche Schauspielerin.

## Leben und Wirken
Stefanie Poljakoff besuchte von 1999 bis 2000 die Berliner Schule für Bühnenkunst und belegte dort die Fächer Gesang, Tanz und Schauspiel. Dem Tanzunterricht bei Toula Limnaios mit der Ausrichtung auf Modern Dance und Jazz Dance mit Hip-Hop-Elementen verdankt sie ihre Leidenschaft für den Tanz, weswegen sie weiterhin kontinuierlich Unterricht bei der Berliner Performance-Coachin Natascha Roy nimmt. Von 2000 bis 2004 war sie an der Deutsch-polnischen Schauspielschule Reduta in Berlin-Kreuzberg eingeschrieben. Dort wurde sie von der Direktorin Teresa Nawrot nach Stanislawski, Grotowski und Strasberg ausgebildet. Ihren Abschluss als „Staatlich geprüfte Schauspielerin“ erlangte sie mit Auszeichnung. In dieser Zeit sammelte sie Bühnenerfahrung in Berlin und nahm auch am Theatertreffen in Łódź, Polen, teil.
Der 2004 gedrehte Kinokurzfilm Nur ein Lächeln, in dem sie neben Mike Zaka Sommerfeldt die weibliche Hauptrolle spielt, lief erfolgreich auf Filmfestivals in Montreal, Los Angeles und Kiew und wurde 2006 auf dem WorldFest Houston in Texas mit dem Bronze Remi Award ausgezeichnet. 2005 und 2006 wurde Poljakoff für einige Rollen in Fernsehserien gebucht, zum Beispiel in der Rosamunde-Pilcher-Reihe neben Diana Körner für den Beitrag Flügel der Hoffnung.
2008 war sie an der Gründung des gemeinnützigen Vereins Afrika Rise e. V. beteiligt. Dessen Ziel ist es, durch Musik und kulturelle Veranstaltungen strukturelle Aufbauarbeit in Afrika zu fördern, den Austausch zwischen Deutschland und Afrika voranzutreiben und Vorurteile abzubauen. Poljakoff übernahm den Vorsitz gemäß Vereinsgesetz. Im Mai desselben Jahres moderierte sie, unterstützt vom Culcha-Candela-Musiker Johnny Strange, die von Afrika Rise initiierte Benefizveranstaltung Rhymes 4 Creation – Music for Education in Kreuzberg. Dazu erschien eine gleichnamige Kompilation. Mitte 2010 beendete sie ihre Vorstandsarbeit.
Seit 2008/2009 ist Stefanie Poljakoff in Werbespots, Fernsehserien und auf der Theaterbühne zu sehen. Sie warb beispielsweise für L’Oréal, Weihenstephan, Hasseröder und Lindt. Lästige Wege mit Bastian Pastewka, einer der Videoload-Werbeclips der Telekom Deutschland GmbH, wurde 2009 von der Jahrbuch-der-Werbung-Redaktion zur „TV-Kampagne des Jahres“ gekürt. TV-Serienauftritte hatte sie unter anderem in Der Bergdoktor, in Familie Dr. Kleist und in Rote Rosen. Die Theaterrollen standen in Verbindung mit ihrer weiteren Ausbildung: Von 2011 bis 2014 besuchte sie das auch Sparten künstlerischer Entfaltung anbietende Kolleg Schöneberg, um auf dem Zweiten Bildungsweg das Abitur nachzuholen und ein Studium beginnen zu können. Den eher theoretischen und didaktischen Teil ihres Bachelorstudiums, bestehend aus den Fächer-Komponenten Französisch, Geschichte und Erziehungswissenschaft, belegte sie an der Humboldt-Universität zu Berlin, den eher textorientierten Teil, einer Vertiefung in die Literaturwissenschaft, an der Université d’Aix Marseille. Daraus ergab sich der Schwerpunkt Französische Literatur.
Von 2017 bis 2018 arbeitete sie im Rektorat in Aix-en-Provence als Sprachassistentin und gab an drei Schulen Deutschunterricht. 2020 bestand sie die CAPES-Prüfung, die Sekundarschul-Lehrbefugnis für ihr Spezialfach „Deutsch als Fremdsprache“.

## Filmografie
- 2004: Nur ein Lächeln (Kurzfilm)
- 2005: SOKO 5113 (Folge: Aus Verzweiflung)
- 2005: Sperling (Folge: Sperling und der Fall Wachutka)
- 2005/2006: Eine Liebe am Gardasee (21-teilige TV-Serie; durchgehende Rolle in 10 Episoden)
- 2006: Schöne Aussichten (Episodenfilm; hier wurde Nur ein Lächeln als 6. von 7 Teilen aufgenommen)
- 2006: Rosamunde Pilcher – Flügel der Hoffnung
- 2009: Der Bergdoktor (Folge: Herzrasen)
- 2009: Der Kriminalist (Folge: Freier Fall)
- 2009: Novigrad (Kurzfilm)
- 2010: Lena – Liebe meines Lebens (21-teilige TV-Serie; kurzer Gastauftritt als Konkurrentin der Hauptrolle)
- 2010: Doctor’s Diary (Titel der Folge nicht bekannt)
- 2011: Ein starkes Team (Folge: Die Gottesanbeterin)
- 2011: Familie Dr. Kleist (Folge: Anfänge)
- 2011: Spreewaldkrimi (Folge: Eine tödliche Legende)
- 2012: Rote Rosen (als Charlene Brenner in 6 Episoden)
- 2015: Aktenzeichen XY … ungelöst (zwei Rollen in Filmeinspielern unter der Regie von Robert Sigl)
- 2018: Profil (Kurzfilm)

## Theater
- 2001: Wien auf dem Meer (Bamah – Jüdische Theaterbühne Berlin)
- 2001–2004: Die Unbeständigkeit der Liebe (Akademie für Schauspiel und Film Reduta, Berlin; Studioproduktion)
- 2001–2004: Marat/Sade (Akademie für Schauspiel und Film Reduta, Berlin; Studioproduktion)
- 2001–2004: Der eingebildete Kranke (Akademie für Schauspiel und Film Reduta, Berlin; Studioproduktion)
- 2001–2004: Draußen vor der Tür (Akademie für Schauspiel und Film Reduta, Berlin; Studioproduktion)
- 2001–2004: Die Dreigroschenoper (Akademie für Schauspiel und Film Reduta, Berlin; Studioproduktion)
- 2001–2004: Wie es euch gefällt (Akademie für Schauspiel und Film Reduta, Berlin; Studioproduktion)
- 2001–2004: Vieux Carré (Akademie für Schauspiel und Film Reduta, Berlin; Studioproduktion)
- 2001–2004: Roberto Zucco (Akademie für Schauspiel und Film Reduta, Berlin; Studioproduktion)
- 2002: Love Shakes (Akademie für Schauspiel und Film Reduta, Berlin; Gastspiele in Wien, Augsburg, Stuttgart)
- 2003: Der Idiot (Akademie für Schauspiel und Film Reduta, Berlin; Theatertreffen Łódź, Polen)
- 2005–2006: Die Zofen (Off-Theater Galerie derdasdie, Berlin)
- 2012: Franz und Maria (Kolleg Schöneberg/Darstellendes Spiel)
- 2013: Das Spiel ist aus (Kolleg Schöneberg/Darstellendes Spiel)
- 2019: Le Casting (Internationales Studentenfestival DécontrACTE, Nantes)